# Těchlovice (okres Děčín)
Těchlovice (německy Tichlowitz) jsou obec v okrese Děčín v Ústeckém kraji. Nachází se na pravém břehu řeky Labe necelých devět kilometrů jižně od Děčína. Žije v ní 497 obyvatel.

## Historie
První písemná zmínka o vesnici pochází z roku 1352. Samostatnou obcí jsou Těchlovice od roku 1997, od 1. ledna 1981 do 31. prosince 1996 byly součástí Děčína jako Děčín XXXIV-Těchlovice.

## Přírodní poměry
Nejznámější lokalitou je přírodní rezervace Vrabinec s pozůstatky stejnojmenného hradu. Ve východní části katastru obce zhruba 1 km od centra Těchlovic se nachází malá osada Kout (německy Gaute). Nad touto osadou se v lese tyčí skalní věž, které se přezdívá Jahodářka podle pověsti o dívce, kterou proklela její babička, protože její vnučka místo do kostela šla do lesa sbírat jahody. (Podobná pověst se váže k více místům v Českém středohoří, například se vypráví také o jedné skále na svazích hory Panna u Třebušína). Skalní věž Jahodářka je tvořena specifickou horninou, která obsahuje velké vyrostlice nefelínu, pyroxenů a zeolitů. Geolog Josef Emanuel Hibsch, který pocházel z tohoto kraje, místní horninu nazval podle lokality gauteit.
V jihovýchodní části území Těchlovic se nachází čedičový vrchol Stříbrný roh, který je chráněn jako přírodní památka, a severně od vrcholu Bukové hory lze nalézt čedičové Ptačí stěny, které jsou mj. vyhledávanou horolezeckou lokalitou.

## Obyvatelstvo
Při sčítání lidu v roce 1921 ve vsi žilo 623 obyvatel (z toho 317 mužů), z nichž bylo jedenáct Čechoslováků, 600 Němců a dvanáct cizinců. Kromě šesti evangelíků a jednoho člověka bez vyznání byli římskými katolíky. Podle sčítání lidu z roku 1930 měla vesnice 735 obyvatel: 61 Čechoslováků, 669 Němců a pět cizinců. Většina (669 lidí) se hlásila k římskokatolické církvi, ale šest lidí bylo evangelíky, tři patřili k církvi československé, jeden k nezjišťovaným církvím a 56 lidí bylo bez vyznání.
| | 1869 | 1880 | 1890 | 1900  | 1910  | 1921  | 1930  | 1950 | 1961 | 1970 | 1980 | 1991 | 2001 | 2011 | 2021 |
| --------------------------------------------------------------------------------------------------- | ---- | ---- | ---- | ----- | ----- | ----- | ----- | ---- | ---- | ---- | ---- | ---- | ---- | ---- | ---- |
| Obyvatelé                                                                                           | 860  | 922  | 978  | 1 161 | 1 206 | 1 131 | 1 230 | 709  | 688  | 652  | 564  | 442  | 439  | 521  | 514  |
| Domy                                                                                                | 145  | 155  | 165  | 173   | 183   | 184   | 208   | 189  | 155  | 153  | 147  | 146  | 135  | 163  | 175  |
| Data z roku 1961 zahrnují i domy osad Babětín, Milířsko, Přední Lhota, Přerov 2. díl a Zadní Lhota. |      |      |      |       |       |       |       |      |      |      |      |      |      |      |      |

## Části obce
Obec Těchlovice není formálně rozčleněna na části; tvoří ji těchto pět základních sídelních jednotek na čtyřech katastrálních územích:
- Těchlovice (k. ú. Těchlovice nad Labem)
- Babětín (k. ú. Babětín)
- Přední Lhota (k. ú. Přední Lhota u Těchlovic)
- Přerov (k. ú. Přerov u Těchlovic)
- Zadní Lhota (k. ú. Přerov u Těchlovic)

## Pamětihodnosti
- Zřícenina hradu Vrabinec z počátku 14. století
- Opevněná lokalita Vraty z přelomu 13. a 14. století
- Kostel Stětí svatého Jana Křtitele
- Pivovar